# Edipcia Dubón

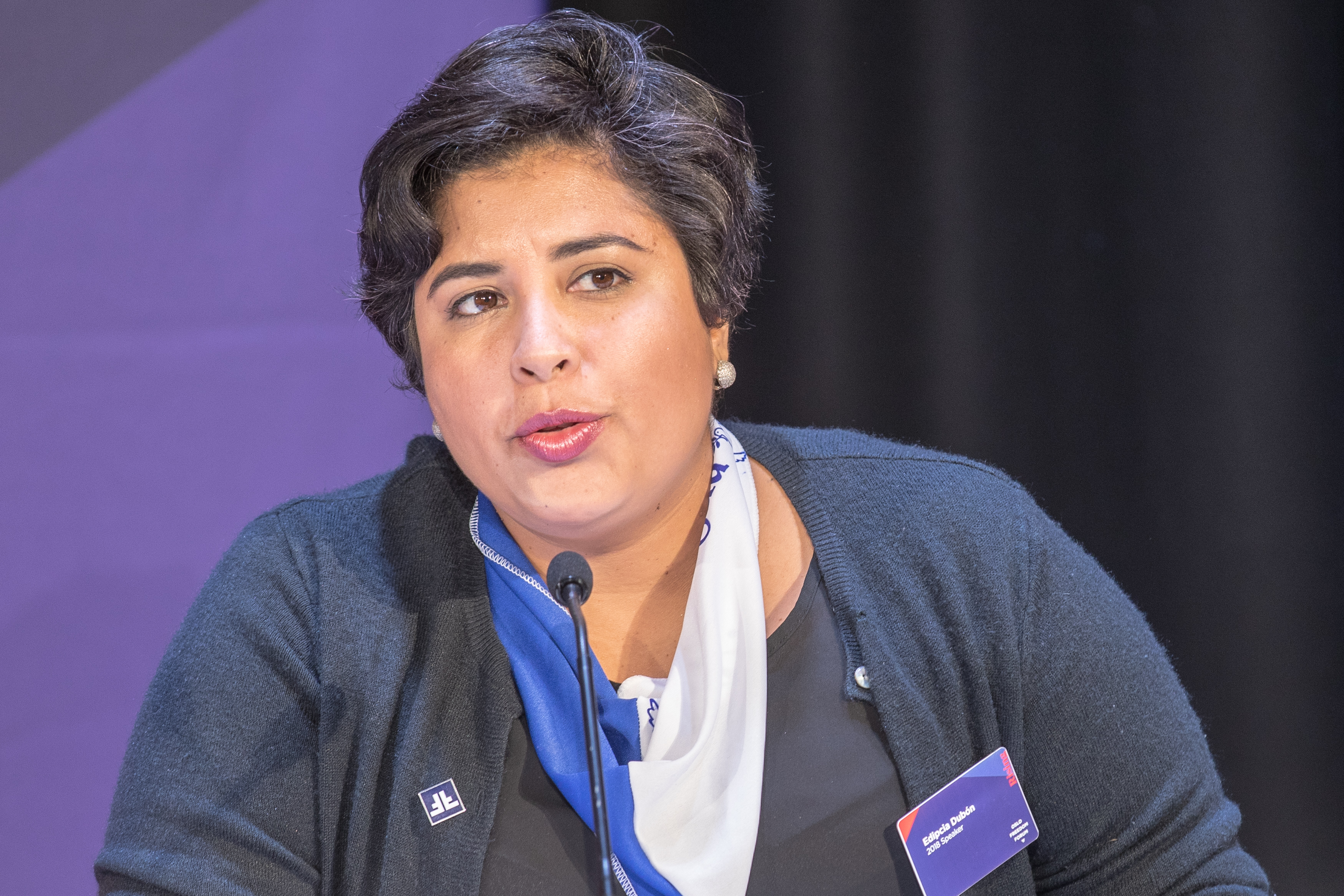
Edipcia Dubón em 2018

Edipcia Dubón é política nicaraguense e activista de direitos humanos. Ela é uma ex-deputada da Assembleia Nacional de Nicarágua, como membro do Movimento de Renovação Sandinista (MRS). Ela serviu cerca de cinco anos, desde as eleições gerais de 2011 até julho de 2016, quando foi uma das 26 deputadas expulsas da Assembleia. O incidente ocorreu nos meses anteriores às eleições gerais de Nicarágua . O Supremo Tribunal de Nicarágua afastou o líder da oposição do Partido Liberal Independente (PLI) Eduardo Montealegre e decretou que o ex-vice-presidente do partido Pedro Reyes Vallejos era o novo líder do PLI. Depois de os deputados da PLI e MRS, aliados, se recusaram a reconhecer Reyes, considerando-o um fantoche do presidente Daniel Ortega, o Conselho Supremo Eleitoral de Nicarágua ordenou que fossem removidos da Assembleia Nacional e autorizou Reyes a seleccionar os seus substitutos.